# 伊賀越 (峠)
伊賀越（いがごえ）は、三重県津市芸濃町河内と伊賀市上阿波の間にある峠。
現在は三重県道42号津芸濃大山田線上にある。

## 概要
峠付近は1車線分の幅員で、自動車の交通量はほとんどない。周囲は木々が覆い繁っており展望はよくない。 
- 位置：北緯34度46分42秒 東経136度20分12秒 / 北緯34.77833度 東経136.33667度
- 標高507m
- 分水嶺 峠の東側は、河内川、安濃川を経て伊勢湾に注ぐ。 峠の西側は服部川、木津川、淀川を経て大阪湾に注ぐ。

## 峠近くの名所・旧跡 観光地
- 大山田温泉
- 新大仏寺
- 経が峰
- 錫杖湖